# تپه قوزه زن ۲
تپه قوزه زن ۲ مربوط به سده‌های اولیه دوران‌های تاریخی پس از اسلام است و در شهرستان اسفراین، بخش بام و صفی آباد، دهستان بام، ۷۰۰ متری جنوب غربی روستای قوزه زن واقع شده و این اثر در تاریخ ۲۶ اسفند ۱۳۸۷ با شمارهٔ ثبت ۲۶۱۸۶ به‌عنوان یکی از آثار ملی ایران به ثبت رسیده است.